# Großradl

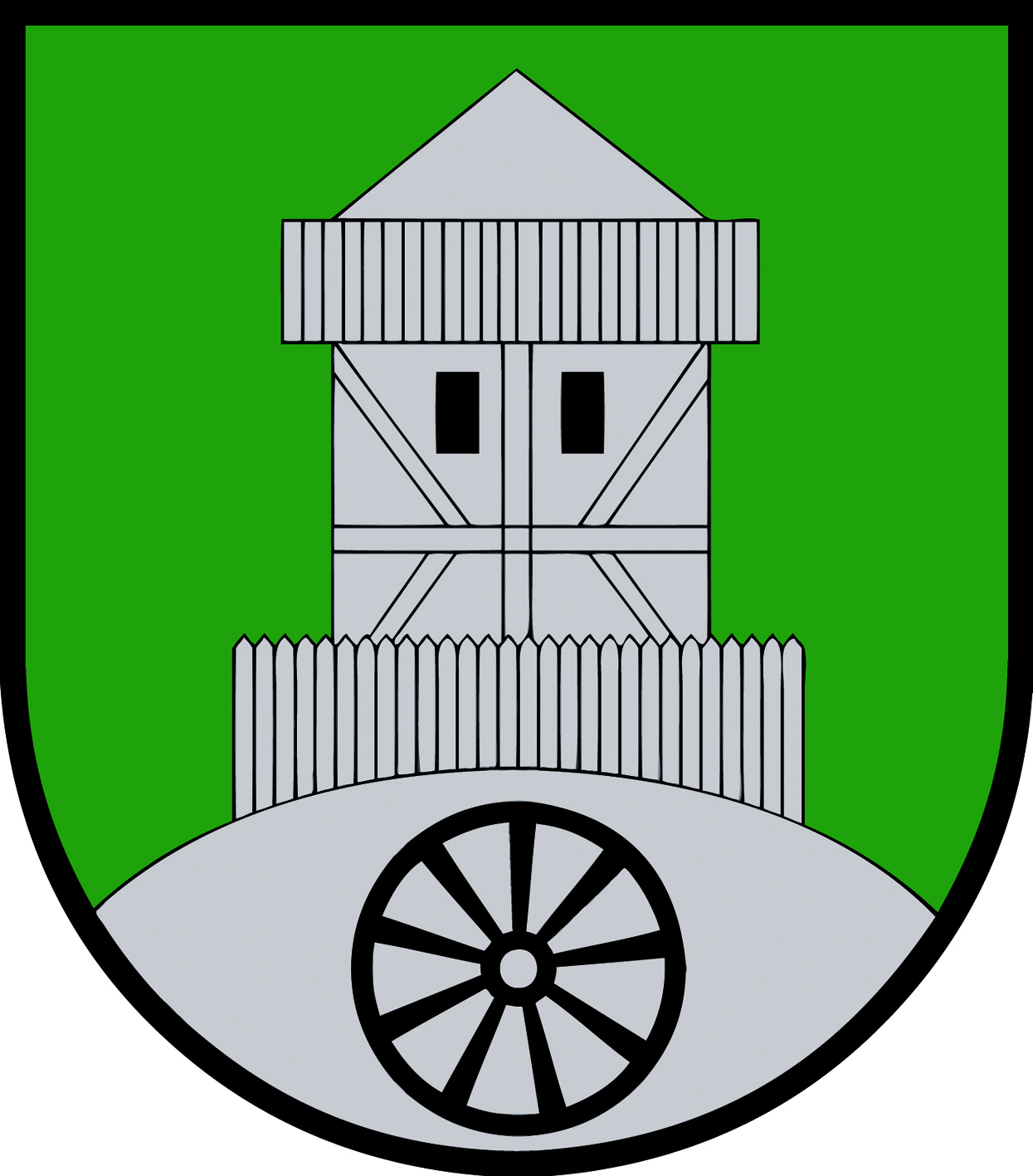
Wappen der früheren Gemeinde Großradl

Großradl ist ein Gebiet im Südosten der Gemeinde Eibiswald in der Weststeiermark. Es war bis Ende 2014 eine Gemeinde mit 1397 Einwohnern (Stand 2014) im Bezirk Deutschlandsberg. Im Rahmen der steiermärkischen Gemeindestrukturreform wurde Großradl 2015 mit den Gemeinden Aibl, Eibiswald, Pitschgau, St. Oswald ob Eibiswald und Soboth zur Marktgemeinde Eibiswald zusammengeschlossen. Grundlage dafür ist das Steiermärkische Gemeindestrukturreformgesetz – StGsrG. Eine Beschwerde, die von der Gemeinde gegen die Zusammenlegung beim Verfassungsgerichtshof eingebracht wurde, war nicht erfolgreich.

## Geographie

### Lage
Großradl liegt in der südlichen Weststeiermark an der Grenze zu Slowenien. Die Radlpass Straße (B 76) verbindet den Ort mit den Nachbarorten Aibl und Eibiswald und über den Radlpass mit dem benachbarten Slowenien. Wichtigste Erhebung von Großradl ist der 1052 m hohe Klementkogel. Gewässer des Gebietes sind der Stammereggbach, Großer und Kleiner Lateinbach, Wuggitzbach, Feisternitzbach und Auenbach.

### Gliederung
Großradl umfasst folgende neun Ortschaften (in Klammern Einwohnerzahl Stand 1. Jänner 2024):
- Bachholz (105)
- Feisternitz (332)
- Kleinradl (64)
- Kornriegl (27)
- Oberlatein (147)
- Pongratzen (97)
- Stammeregg (340)
- Sterglegg (112)
- Wuggitz (156)

Großradl besteht aus den neun Katastralgemeinden Bachholz, Feisternitz, Kleinradl, Kornriegl, Oberlatein, Pongratzen, Stammeregg, Sterglegg und Wuggitz.

### Nachbarorte
| Eibiswald | Pitschgau                                   |          |
| Aibl      | Kompassrose, die auf Nachbargemeinden zeigt | Oberhaag |
|           | Radlje ob Dravi                             |          |

## Geschichte
Das Gebiet von Großradl liegt am Nordhang des Gebirgszuges, über den die Wegeverbindungen zwischen dem südlichen Teil der historischen Steiermark (Untersteiermark) und deren nördlichen Teilen (Mittel- und Obersteiermark) verlaufen. Im Mittelalter wurden diese Wege durch mehrere Befestigungsanlagen gesichert, von denen nur mehr geringe Reste vorhanden sind. Es handelte sich dabei um Holz-Erde-Anlagen, sogenannte Motten, zumindest teilweise waren steinerne Fundamente vorhanden.
Die Anlage am Turmbauerkogel in der Katastralgemeinde Sterglegg steht unter Denkmalschutz. Sie bestand aus zwei Turmburgen, zwischen denen noch Geländeunebenheiten der früheren Anlage erkennbar sind.
In der Katastralgemeinde Pongratzen lag bei Kleinwuggitz ein weiterer Turmburghügel, der die Form eines elliptischen Kegelstumpfes hat. Er ist etwa sechs Meter hoch, sein Plateau misst 13 × 15 Meter. Zwei Hangstufen (Bermen) sind noch erkennbar, ebenso Reste eines Walles.

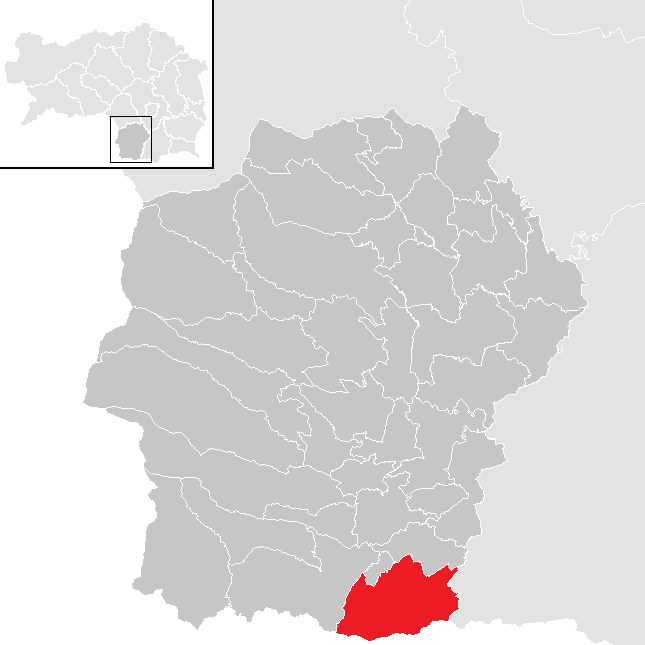
Lage der früheren Gemeinde Großradl im Bezirk Deutschlandsberg mit den Gemeindegrenzen bis Ende 2014

Eine dritte Stelle, an der sich Hinweise auf einen Turmburghügel befanden und die seit etwa 1888 bekannt war, wurde 1976 abgetragen: der damals so genannte „Beisser-Schlosskogel“. Er befand sich in der Katastralgemeinde Wuggitz auf einem Bergrücken zwischen dem Wuggitzbach und dem Lateinbach bei der Siedlung Großwuggitz. Bei der Abtragung des Hügels wurde eine Brandschicht gefunden. An der Stelle sind keine Hinweise mehr erkennbar, auch urkundliche Nennungen sind nicht bekannt. Ob es sich tatsächlich bereits um eine Wehranlage aus der Zeit der Karolinger handelte, ist nicht mehr feststellbar.
Ob der „Hof in der Ladein“, der 1318 vom Bischof von Seckau an Jakob aus der Ladein verlehnt wurde, sich bei einer der drei Turmburgstellen befand, ob es sich um eine weitere kleine Befestigungsanlage handelt oder ob damit die mittelalterliche Siedlung bezeichnet war, die weiter nördlich beim Pfaffenkraner-Waldschloss in der Gemeinde Pitschgau liegt, ist nicht belegt.
Der Namensbestandteil „Latein-“ in den Ortsbezeichnungen Lateindorf, Oberlatein, Lateinberg hat nichts mit der lateinischen Sprache zu tun, sondern wird aus einem slowenischen Wort „ledina“ für Neuland, unbebautes Land, Brachfeld abgeleitet und auf das aus dem Urslawischen erschlossene „*lędo“ zurückgeführt.
Die Gemeinde Großradl bestand von 1969 bis 2014. 1969 wurden die bis dahin selbständigen Gemeinden Kleinradl und Kornriegl mit der Katastralgemeinde Stammeregg und dem östlich des Auenbaches gelegenen Teil der Katastralgemeinde Bachholz der damaligen Gemeinde Stammeregg zur neuen Gemeinde Großradl zusammengelegt. Die Gemeinde Kleinradl war in ihrer damaligen Form erst ein Jahr zuvor, mit 1. Jänner 1968, aus den Gemeinden Feisternitz, Kleinradl und Oberlatein entstanden. Bereits ab 1. Jänner 1961 war die Gemeinde Sterglegg mit dem damaligen Kornriegl vereinigt worden.
Großradl verfügt über keine eigene Pfarrkirche, sondern gehört zur Pfarre Eibiswald. Kleinere Teile der Gemeinde gehören zur Pfarre Oberhaag.

## Bevölkerung

### Bevölkerungsstruktur
Die Gemeinde hatte laut Volkszählung 2001 1.505 Einwohner. 99,7 % der Bevölkerung besitzen die österreichische Staatsbürgerschaft. Zur römisch-katholischen Kirche bekennen sich 97,1 % der Einwohner, 1,9 % sind ohne religiöses Bekenntnis.

### Bevölkerungsentwicklung
Während sich die Bevölkerungszahl zwischen 1869 und 1934 kaum veränderte, setzte zwischen den 30er Jahren und dem Jahr 1961 ein Rückgang der Bevölkerung um beinahe 20 % ein. Seitdem schwankte die Einwohnerzahl um etwa 1.500 Personen.

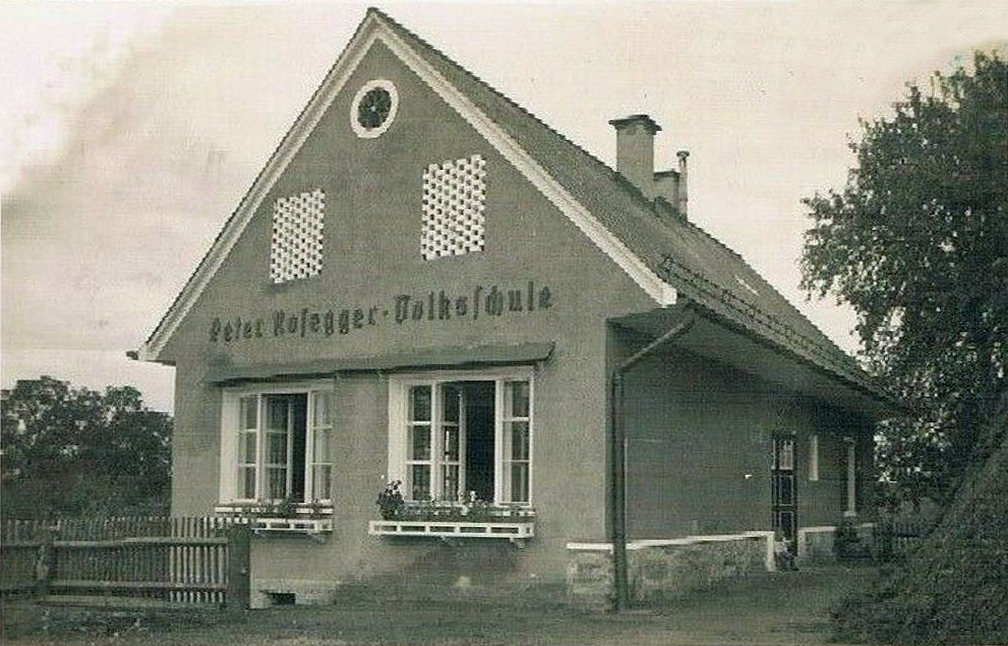
Volksschule Kleinradl

## Kultur und Sehenswürdigkeiten
Siehe auch: Liste der denkmalgeschützten Objekte in Eibiswald
Touristisch ist Großradl unter anderem durch den Volkskundlichen Wanderweg erschlossen.
Als Aussichtsturm dient der öffentlich begehbare Glockenturm der Kirche St. Pongratzen (Sv. Pankracij). Auf 900 Metern Seehöhe bietet sich ein Panoramablick über die Südweststeiermark und das slowenische Drautal.
Die Kirche mit dem angebauten Glockenturm befindet sich auf slowenischem Territorium. Die erste urkundliche Erwähnung des Ortes war bereits 1490, schon 1377 ist eine Kapelle genannt. Im 16. Jh. war unterhalb der Kirche eine Kreidfeuerstation, die nach einer zeitgenössischen Quelle am 24. August 1612 noch bestand. Die derzeitige Kirche wurde 1655 im barocken Stil erbaut, wurde baufällig und 1910 erneuert. Im Zweiten Weltkrieg befand sich bei der Kirche ein Luftbeobachtungsstand der deutschen Wehrmacht. Ursprünglich befand sie sich auf der Staatsgrenze, nach dem Zweiten Weltkrieg wurde festgelegt, dass die Staatsgrenze fünf Meter nördlich der Kirche verlaufe. Danach blieb das bereits in den letzten Kriegstagen fast vollständig zerstörte Gebäude weiter vernachlässigt, es wurde teilweise als Pferdestall verwendet. 1966 wurde die Kirche wieder renoviert eröffnet. Der Kirchturm an der Grenze wurde bereits seit 1935 als Aussichtswarte benützt und ist 2003 auch mit österreichischen und EU-Fördermitteln renoviert worden. In den Sommermonaten ist der Turm bei freiem Eintritt durchgehend geöffnet.
Bekannt sind die grenzüberschreitenden Veranstaltungen mit einer zweisprachigen Messe jeweils am 2. Sonntag im Mai, am Pfingstmontag, am 17. Juli und am 1. Sonntag nach dem 17. Juli, am 2. Sonntag im August und am 1. Sonntag im September. Das Gebiet von Sv. Pankracij (St. Pongratzen) ist im Touristenverkehr eine offizielle Grenzübergangsstelle zwischen Österreich und Slowenien.
Beim Buschenschank „Glirsch“ gibt es ein Weinbaumuseum, das einen Überblick über die Tradition des Weinbaues gibt. Führungen finden auf Wunsch statt. Öffnungszeiten: März bis Dezember.
Thomas Hammerl (* 1987) aus Wuggitz beherrscht eine Vielzahl von Musik-Instrumenten (Harmonika, Klarinette, Gitarre u. a.). Er gilt als Talent, hat mehrere Musik-Preise gewonnen und musiziert mit seiner volkstümlichen Gruppe „Oberkrainer Power“.
Die Turmburg in Sterglegg war eine befestigte Anlage an der Stelle des heutigen Schlosses Eibiswald.

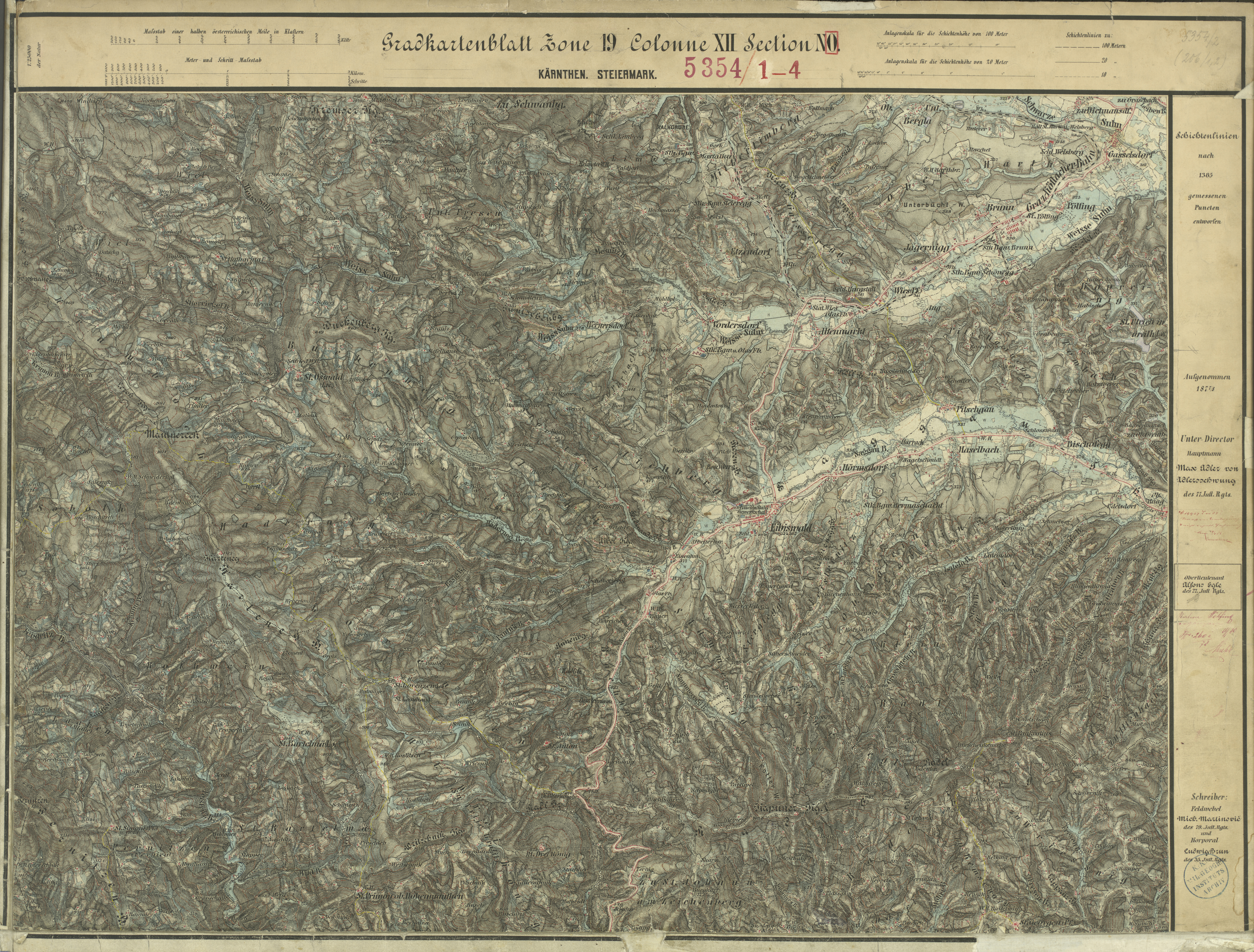
Großradl im Süden des Saggautales, Aufnahmeblatt um 1877/78

## Landschaftsschutzgebiet
Großradl liegt im Landschaftsschutzgebiet Nr. 3 „Soboth-Radlpass“. Dieses Gebiet ist von Wiesen in einer großräumigen Waldlandschaft, von Grünlandnutzung und kleinräumigen Streuobstwiesen geprägt. Die Schutz dient der Erhaltung des landschaftlichen Charakters, der natürlichen und naturnahen Landschaftselemente sowie der Bewahrung der Region als Erholungsraum für die Allgemeinheit. Geschützt sind die großen zusammenhängenden unverbauten Flächen, die strukturierte Kulturlandschaft mit ihren Kleinbiotopen wie Gebüschen und Baumgruppen, die Feldrain- und Waldrandgesellschaften, die Kleingewässer wie Quellen, Bäche etc., die Lebensräume für die im Schutzgebiet vorkommenden Tier- und Pflanzenarten und die naturnahen Bachabschnitte.

## Wirtschaft und Infrastruktur
Laut Arbeitsstättenzählung 2001 gab es 28 Arbeitsstätten mit 67 Beschäftigten in Großradl sowie 540 Auspendler und 27 Einpendler. Wichtigster Arbeitgeber sind das Beherbergungs- und Gaststättenwesen und der Handel. Es gibt 172 land- und forstwirtschaftliche Betriebe (davon 39 im Haupterwerb), die zusammen 2.497 ha bewirtschaften (1999).
Die Verkehrserschließung erfolgt über die Südsteirische Grenzstraße B 69 und die Radlpass-Straße B 76.

## Politik

### Gemeinderat
Die Gemeinde Großradl war politisch stark von der ÖVP dominiert. Bei den Gemeinderatswahlen 2005 erreichte sie 63,98 % was einen Zuwachs von 1,18 % bei einem gleichbleibenden Mandatsstand von 10 Gemeinderatsmandaten bedeutete. Die SPÖ konnte hingegen stärker von den Verlusten der FPÖ profitieren und steigerte ihren Stimmanteil um 2,97 % auf 24,05 %. Damit konnte die SPÖ auch der FPÖ ein Mandat abnehmen und kam auf vier Gemeindesitze. Die FPÖ musste einen Verlust von 4,15 % hinnehmen und erreichte mit 11,97 % nur noch ein Mandat.

### Wappen
Das Gemeindewappen wurde mit Wirkung vom 1. Juni 2007 verliehen, die Wappenbeschreibung lautet: In grünem Schild auf silbernem, mit einem schwarzen neunspeichigen Wagenrad belegtem Hügel ein silberner Turm in Fachwerkbauweise mit Zeltdach und plankenbewehrter Wehrplattform, zwei schwarz durchbrochenen hochrechteckigen Fenstern im ersten Geschoß und umgeben von einer Palisadenwand.